# Call Me by Your Name
Call Me by Your Name —titulada Llámame por tu nombre en algunos países hispanohablantes— es una película de drama y romance estrenada en 2017; ganadora del Premio Óscar  por mejor guion adaptado.
Fue dirigida por Luca Guadagnino y escrita por James Ivory, basada en la novela homónima de André Aciman (2007). La cinta es una producción internacional y pertenece a la trilogía «Deseo» de Guadagnino junto con Io sono l'amore (2009) y Cegados por el sol (2015). 
Ambientada en el norte de Italia en 1983, la cinta narra la historia de amor entre Elio Perlman (Timothée Chalamet), un adolescente de 17 años, y Oliver (Armie Hammer), el asistente de su padre. También cuenta con la participación de Michael Stuhlbarg, Amira Casar y Esther Garrel.
La película había estado en desarrollo desde 2007, cuando los productores Peter Spears y Howard Rosenman adquirieron los derechos de la novela. Ivory fue elegido para dirigirla pero finalmente sirvió como guionista. Guadagnino, quien iba a servir como consultor de locaciones, fue elegido como director en 2016. El rodaje tuvo lugar en Crema entre mayo y junio de 2016. La cinta fue filmada en rollos de 35mm bajo el mando del cinematógrafo Sayombhu Mukdeeprom.
Sony Pictures Classics se hizo con los derechos para su distribución y tuvo su estreno mundial el 22 de enero de 2017 en el marco del Festival de Cine de Sundance. Call Me By Your Name recibió aclamación universal por parte de la crítica especializada, destacando la dirección, el guion, la banda sonora y sus interpretaciones, además de ser nombrada por el Consejo Nacional de Crítica de Cine y por el American Film Institute como una de las mejores diez películas del año. Consiguió tres nominaciones al Globo de Oro en las categorías de mejor película dramática, mejor actor dramático y mejor actor de reparto, y una nominación para los Premios del Sindicato de Actores en la categoría de mejor actor.

## Argumento
Elio es un chico italiano de 17 años, que vive en el campo italiano con sus padres durante el verano y las fiestas. Su padre, profesor de arqueología, invita a un estudiante de posgrado, Oliver, judío-estadounidense, a vivir con su familia durante el verano de 1983 y a ayudarle con su documentación académica. Elio, un bibliófilo introspectivo y prodigio musical, tiene poco en común con Oliver, cuya personalidad despreocupada y exuberante contrasta con la suya. Elio también se resiente de desocupar su habitación mientras dure la estancia de Oliver. Elio pasa gran parte del verano leyendo libros y saliendo con su amiga, Marzia, mientras que Oliver se siente atraído por una de las chicas locales, para gran disgusto de Elio.
Elio y Oliver comienzan a pasar el tiempo juntos. Elio comienza una relación sexual con Marzia y se jacta de ello frente a Oliver para medir su reacción. Durante un viaje a la oficina de correos, Elio confiesa sutilmente sus sentimientos hacia Oliver, quien suavemente le dice que no debe actuar sobre ellos. Ellos van a un lugar exclusivo para Elio, y éste besa a Oliver en los labios. Oliver devuelve el gesto, pero duda en ir más allá. La pareja se vuelve distante en los siguientes días. 
Elio le deja una nota en su puerta afirmando que lo extraña. Elio pasa el día con Marzia, todo el tiempo anhelando ver a Oliver. Oliver le dice a Elio: 'Llámame por tu nombre y te llamaré por el mío'. Completamente enamorado de Oliver en este punto, Elio comienza a evitar a Marzia. 
Los padres de Elio, conscientes del vínculo entre los dos y acompañando a su hijo, recomiendan que los dos hagan un viaje a Bérgamo antes de la partida de Oliver a Estados Unidos. Se encuentra con una simpática Marzia, quien sospechando la situación todavía quiere ser su amiga, y su padre, viendo lo triste que está su hijo, habla con él: le da a entender que estaba al tanto de la relación suya con Oliver. Le aconseja a Elio no renegar de su dolor y quedarse con todo lo bueno que vivió junto a Oliver, ya que el verdadero amor del tipo que comparten Elio y Oliver es, según sus palabras, bueno. Finalmente confiesa haber tenido su propia historia de amor con un amigo en su juventud, en la que no tuvo el coraje de avanzar.
Durante Janucá, Elio recibe una llamada telefónica de Oliver. Oliver le dice a Elio y a su familia que está comprometido para casarse. Elio, dolido, le dice por el teléfono a Oliver: "¿Elio? Elio, Elio, Elio, Elio"; éste le responde "Oliver", seguido de un "me acuerdo de todo". Después de colgar, un acongojado Elio se sienta junto al fuego. Un desfile de emociones cruza su rostro mientras sus padres y el personal de la casa preparan una cena del día de Janucá.

## Elenco y personajes
- Timothée Chalamet como Elio Perlman.
- Armie Hammer como Oliver.
- Michael Stuhlbarg como el Sr. Perlman
- Amira Casar como Annella Perlman.
- Esther Garrel como Marzia.
- Victoire Du Bois como Chiara.
- Vanda Capriolo como Mafalda.
- Antonio Rimoldi como Anchise.
- Elena Bucci como Bambi.
- Marco Sgrosso como Nico.
- André Aciman como Mounir

## Producción

### Adaptación
Call Me by Your Name es la última entrega de la trilogía temática Desire de Luca Guadagnino, siguiendo I Am Love (2009) y A Bigger Splash (2015). La película representa una desviación de su trabajo anterior, ya que en ella tomó un enfoque "no agresivo" y simple; él ha dicho que esta es la película "más tranquila" que ha hecho. A pesar de ser una adaptación literaria, muchas escenas de la película transcurren sin palabras. "Las palabras son parte de lo que está sucediendo, pero no es necesariamente lo que está pasando debajo. Creo que esta película celebra lo de abajo", dijo. Guadagnino considera la película como un "homenaje a los padres", refiriéndose tanto a su propio padre como a cuatro cineastas que lo han inspirado: Jean Renoir, Jacques Rivette, Éric Rohmer y Bernardo Bertolucci.
Guadagnino ha descrito Call Me by Your Name como una película orientada a la familia con el propósito de "transmitir el conocimiento y la esperanza de que personas de diferentes generaciones vengan a ver la película juntas". Nunca lo vio como una película "gay", sino que la llama una película sobre la "belleza de la idea recién nacida del deseo, imparcial y no cínica", y que refleja su lema de vida "con un sentido de joie de vivre" ("la alegría de vivir"), en el que "siempre debemos ser muy fervientes con los propios sentimientos, en lugar de ocultarlos o protegernos". El director intentó evitar los defectos que había visto en la mayoría de las películas coming-of-age, en el cual el crecimiento a menudo se retrata como resultado de la resolución de ciertos dilemas preconcebidos, como tener que elegir entre dos amantes. 
También quería que la historia siguiera a dos personas en el momento, en lugar de centrarse en un antagonista o una tragedia, un enfoque específico inspirado en À nos amours (1983), dirigida por Maurice Pialat. Como alguien que considera que el sexo en una película es una representación del comportamiento y la identidad de los personajes, a Guadagnino no le interesaba incluir escenas sexuales explícitas en la película, para mantener el tono según lo planeado, y dijo: "Quería que la audiencia dependiera completamente del viaje emocional de estas personas y sintieran el primer amor [...] Era importante para crear esta poderosa universalidad, porque la idea de la película es que la otra persona te haga bella, te ilumine, [y] te eleve".

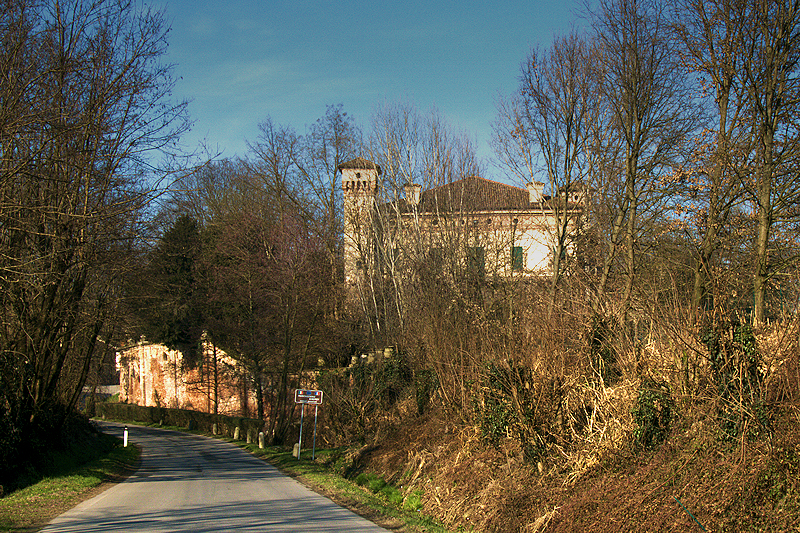
Villa Albergoni (fotografiada en 2011) fue el principal lugar de rodaje.

La película difiere de su material de origen de varias maneras. Si bien la novela sirve como una pieza de memoria desde la perspectiva de Elio, los cineastas eligieron establecer la película completamente en la línea de tiempo actual, una solución "mucho más eficiente" para ayudar a la audiencia a entender los personajes y "reflejar la esencia del libro". El entorno cambió de Bordighera al campo de Crema, en Lombardía, donde vive Guadagnino.

### Elección del elenco
En 2015, Shia LaBeouf y Greta Scacchi iban a ser elegidos para la película. En septiembre de 2016, Ivory confirmó que LaBeouf y Scacchi ya no estaban involucrados en el proyecto. Según Ivory, LaBeouf había ido a la ciudad de Nueva York para leer la película, pero la compañía de producción más tarde sintió que no era apto debido a sus "diversos problemas"; aunque Ivory pensó que los dos "tenían buenas escenas juntas" y podrían haber entrado en la película, la compañía no estuvo de acuerdo.

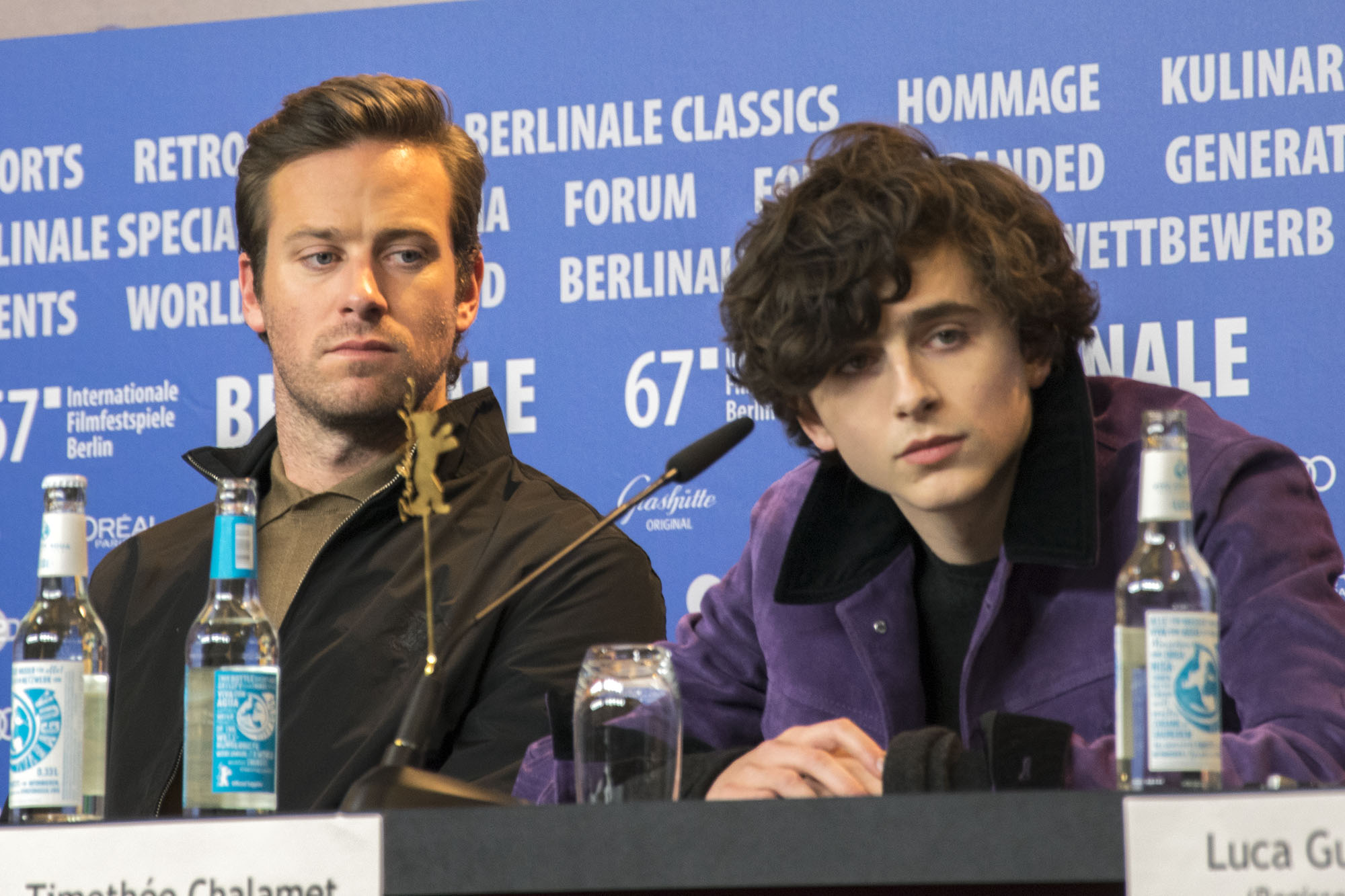
Hammer y Chalamet durante la conferencia de prensa para Call Me by Your Name en el Festival Internacional de Cine de Berlín de 2017.

Después de ver la actuación de Armie Hammer en The Social Network (2010), Guadagnino "se enamoró" de él y cultivó su pasión por Hammer y las películas que hizo después. El director lo encontró como un "actor sofisticado, con una gran variedad" y lo tenía en mente para el papel de Oliver. Hammer, quien había expresado su interés en A Bigger Splash de Guadagnino, se reunió con el director años antes de que la película entrara en producción. Cuando el actor obtuvo el guion, casi rechazó el papel debido a la desnudez que aparecía en ese borrador. "Yo quería pasar, me asustó", dijo. "Aquí hay muchas cosas que nunca antes había hecho en una película. Pero no hay manera de que no pueda hacer esta [película], sobre todo porque me asusta tanto". Según Guadagnino, Hammer iba a rechazar el papel a través de su agente, pero luego cambió de opinión al final de su conversación. Esta es la tercera película en la que Hammer interpreta un personaje homosexual, siguiendo a J. Edgar (2011) y Final Portrait (2017).
Chalamet ha actuado desde que era un niño y coprotagonizó la serie de Showtime Homeland en 2012. Al año siguiente, el esposo y agente de Swardstrom-Spears presentó a Chalamet, entonces de 17 años, a Guadagnino, quien de inmediato sintió que el actor tenía "la ambición, la inteligencia, la sensibilidad, la ingenuidad y el arte" para interpretar a Elio. Chalamet leyó la novela de Aciman cuando tenía diecisiete años, y la describió como "una ventana a una persona joven". Chalamet, que habla francés con fluidez y tocó el piano durante años, llegó a Italia cinco semanas antes para aprender italiano, piano y guitarra.
Michael Stuhlbarg interpretó al Sr. Perlman, padre de Elio. El actor no comenzó a leer el libro hasta que ya se había unido a la producción. Le conmovieron los "muchos hermosos sentimientos expresados" en el guion cuando lo leyó por primera vez, incluido el "sentido de generosidad, amor y comprensión" del Sr. Perlman. Amira Casar, Esther Garrel y Victoire Du Bois figuraron en papeles secundarios como Annella, Marzia y Chiara, respectivamente. La directora de reparto Stella Savino conoció a Vanda Capriolo cuando estaba en bicicleta en el campo. Si bien no tenía un pasado como actriz fue elegida para el papel de la doncella, Mafalda. Aciman y Spears también aparecen brevemente en los papeles de Mounir e Isaac, una pareja gay que asiste a una cena. Se le pidió a Aciman que participara en la película después de que los actores originales para esos papeles dejaran de estar disponibles. "Fue una decisión de último minuto", recordó Spears, "¡Andrė resulta ser un actor fenomenal! ¡Tan cómodo, no nervioso en absoluto! Su esposa estaba sentada allí y dijo: '¡No tenía ni idea!'".
Hammer y Chalamet firmaron contratos que prohibían la desnudez frontal completa. Ivory, cuyo guion original contenía "todo tipo de desnudos", quedó consternado por la decisión, criticando lo que él veía como una actitud "estadounidense". "A nadie parece importarle mucho o sorprenderse por una mujer totalmente desnuda. Son los hombres", dijo.  Guadagnino, quien permaneció involucrado en el casting, eligió actores en función de sus actuaciones y química, en lugar de elegir "investigar o etiquetar" su sexualidad. Él dijo: "La idea de que tienes que elegir a alguien que tiene un cierto conjunto de habilidades, y lo que es peor, una determinada identidad de género en cualquier rol, eso es opresivo para mí".

### Vestuario

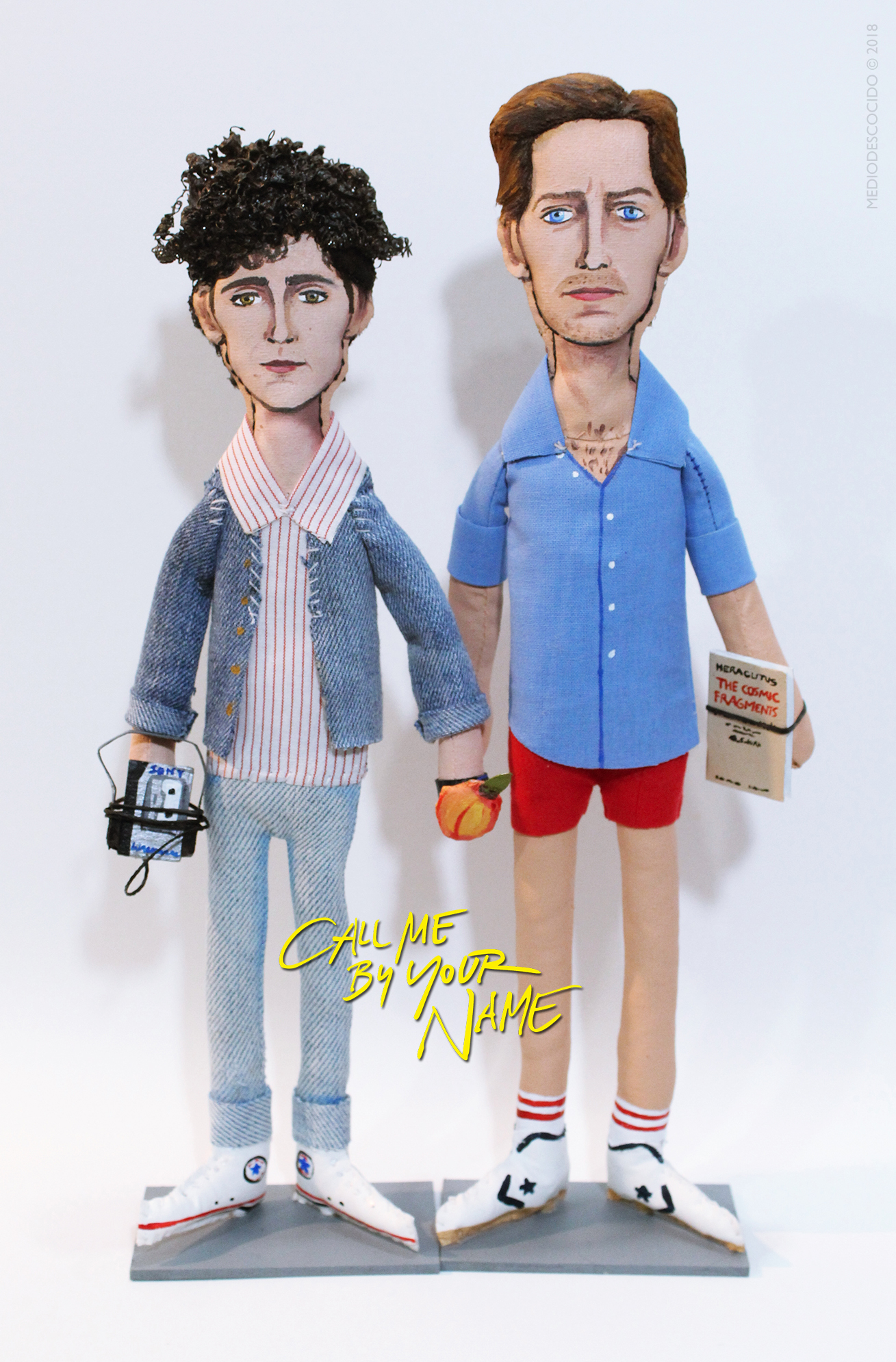
Muñecos de trapo de Elio y de Oliver donde se aprecia el estilo de vestimenta de cada personaje

El diseño de vestuario corrió a cargo de la italiana Giulia Piersanti, quien había colaborado con el cineasta en Cegados por el sol (2015). Esta restó importancia al hecho de que la película fuera «de época», y prefirió que los personajes usaran prendas casuales y «sensuales» que dieran sensación de atemporalidad. En esta oportunidad, Piersanti se inspiró en la obra italiana de Charles H. Traub, en revistas de aquellos tiempos y en los filmes Pauline en la playa (1983), Cuento de primavera (1990) y Cuento de verano (1996), todos de Éric Rohmer. Durante el proceso creativo, primero recolectó información que le fuera de utilidad sobre cada personaje, después ideó el estilo de estos y perfiló una paleta de colores, y por último analizó el resultado con el director y los actores. Lejos de ser un aspecto frívolo, la indumentaria tiene una función en la narrativa de Call Me by Your Name, pues Guadagnino hizo uso de muchos primeros planos donde se resaltan, por ejemplo, los bañadores de Elio y Oliver, que «son el uniforme perfecto para el perfecto verano italiano de ambos».
La artista quiso evitar que los personajes lucieran estrafalarios y un ejemplo de ello es el escueto vestuario de Oliver. Para este, estudió las guías orientadas a hombres de Charles Hix —que incluyen fotografías de Bruce Weber— y apostó por vestimenta ancha, con el fin de que ese «estadounidense contemporáneo» de grandes proporciones destacara en el pequeño pueblo que sirve como escenario. Por otro lado, Elio se vale de muchas prendas marca Lacoste y parte de su guardarropa proviene del esposo de Piersanti, como el polo color borgoña o la camiseta con el estampado de Fido Dido. Hay dos camisas que se desprenden de la indumentaria habitual del personaje: la de Oliver, que este le obsequia y que le queda grande a propósito, porque la diseñadora quería jugar con las proporciones de los dos; y la que se ve en la escena final, una pieza «atrevida» que plasma la idea de un protagonista que ha evolucionado y se tiene más confianza. En cambio, los trajes de los padres de Elio, que oscilan en tonalidades mostazas, verdes y beis, se confeccionaron a medida. En cuanto a los extras, la diseñadora, que no quería caer en clichés sobre el tipo de ropa que era común en la década de 1980, se inspiró en álbumes de fotos de familias locales y convirtió el departamento de vestuario en Crema en un sitio «repleto de fotografías».

## Banda sonora

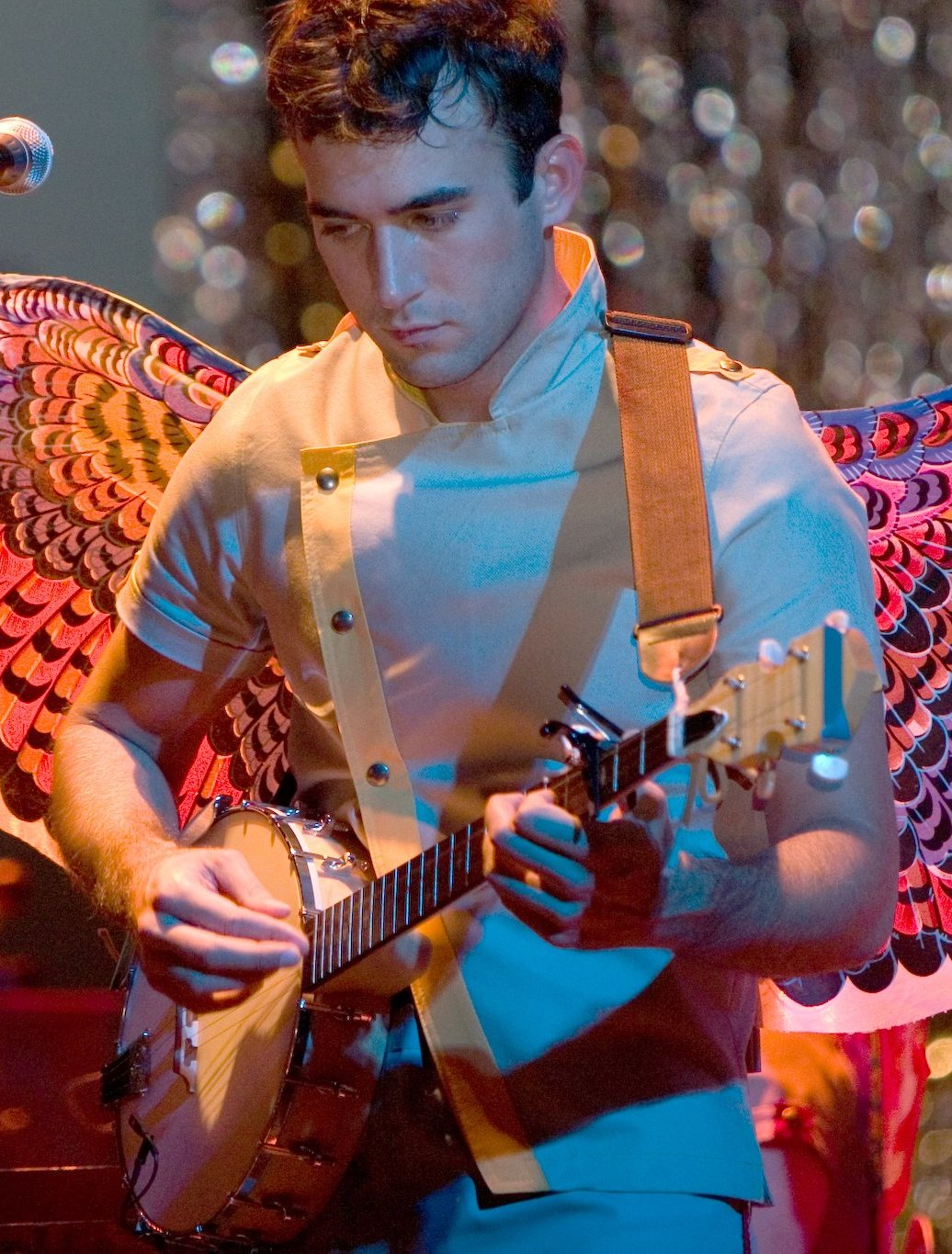
Sufjan Stevens contribuyó con tres canciones a la banda sonora.

Guadagnino normalmente selecciona la música para sus películas él mismo. El director quería encontrar un "narrador emocional para la película" a través de la música, una forma "menos pesada, menos presente y más envolvente" que la voz y el texto. Se inspiró en los trabajos de Barry Lyndon (1975), The Magnificent Ambersons (1942) y The Age of Innocence (1993). Guadagnino quería que la música de la película se conectara con Elio, un joven pianista al que le gusta transcribir y adaptar piezas, para acercarse a Oliver. La música se usa para reflejar el tiempo, la familia de los personajes, el nivel de educación y "el tipo de canon del que formarían parte". Guadagnino también investigó qué era popular en la radio ese verano, para mantenerse fiel al período de tiempo.
Guadagnino descubrió que el lirismo del trabajo de Sufjan Stevens tenía resonancia en él. El director inicialmente le pidió a Stevens que narrara la película desde la perspectiva de Elio, y grabara una canción original para Call Me by Your Name, "casi como un descanso en la narrativa". Stevens declinó el papel de voz en off, y finalmente contribuyó con tres canciones a la banda sonora: "Mystery of Love", "Visions of Gideon" y una versión de "Futile Devices" con piano. Stevens se inspiró en el guion, el libro y las conversaciones con el director sobre los personajes. Presentó las canciones unos días antes de que comenzara el rodaje. Sorprendido por el resultado, el director las escuchó con los actores y Fasano en el set. Marca las primeras canciones originales de Stevens escritas para una banda sonora para una película.
Un álbum de la banda sonora fue lanzado digitalmente bajo Madison Gate Records y Sony Classical el 3 de noviembre de 2017. y físicamente el 17 de noviembre. Incluye canciones de Stevens, The Psychedelic Furs, Franco Battiato, Loredana Bertè, Bandolero, Giorgio Moroder, Joe Esposito y F. R. David, con composiciones de John Adams, Erik Satie, Ryuichi Sakamoto, Johann Sebastian Bach y Maurice Ravel.

## Lanzamiento

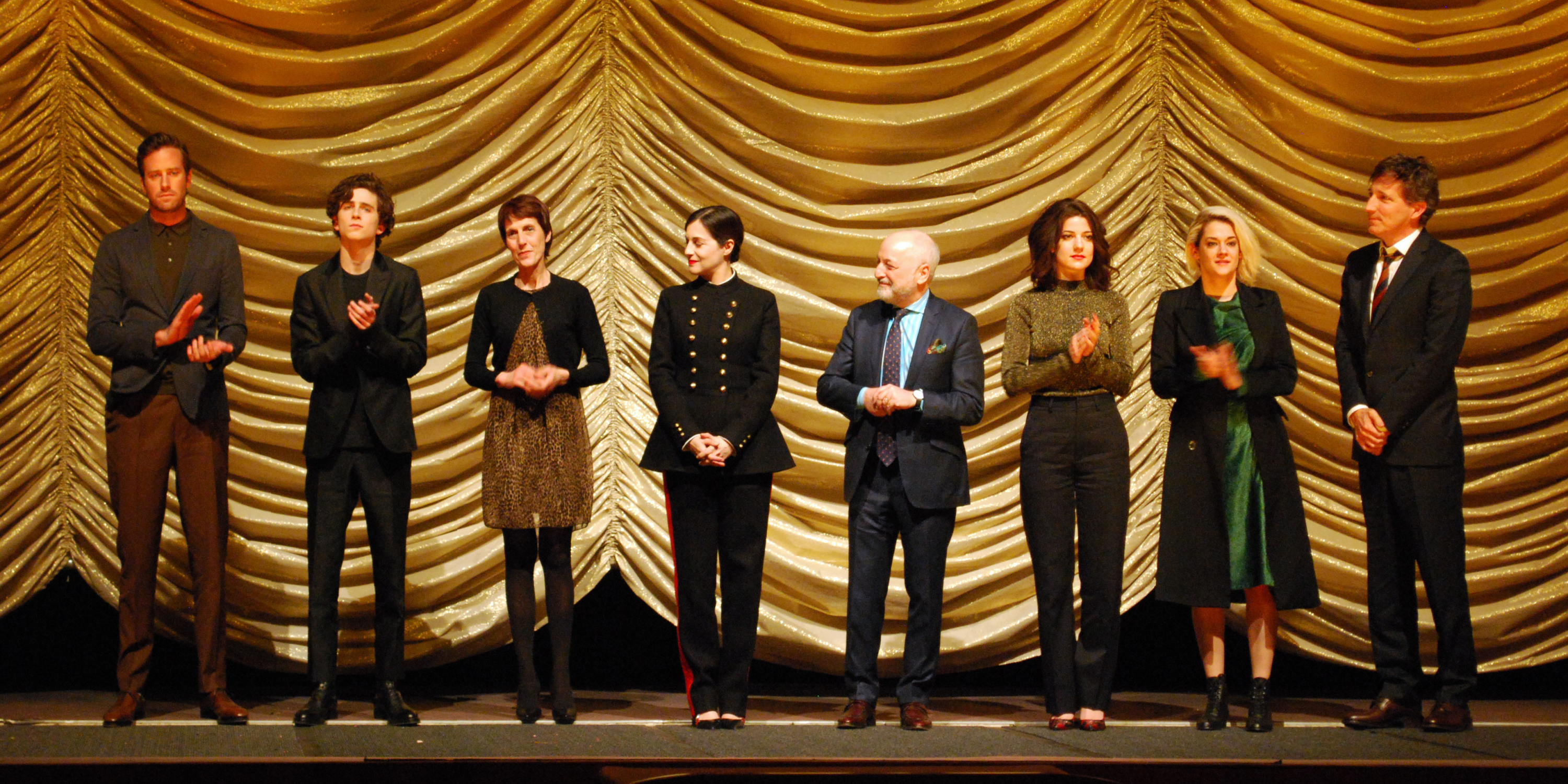
De izquierda a derecha: Armie Hammer, Timothée Chalamet, Vanda Capriolo, Amira Casar, André Aciman, Esther Garrel, Victoire du Bois y Peter Spears en la proyección de Call Me by Your Name en el Festival Internacional de Cine de Berlín de 2017.

La película fue estrenada mundialmente en el Festival de Cine de Sundance el 22 de enero de 2017. Antes de su estreno, Sony Pictures Classics adquirió los derechos de distribución de la cinta en Estados Unidos por 6 millones de dólares. El acuerdo fue negociado por WME Global y UTA Independent Film Group. Los derechos de distribución internacional fueron comprados por Memento Films International, una compañía francesa que mostró el rollo promocional de la película en el American Film Market en noviembre de 2016. También se proyectó en el Festival Internacional de Cine de Berlín el 13 de febrero de 2017, en el Festival Internacional de Cine de Toronto el 7 de septiembre de 2017 y en el Festival de Cine de Nueva York el 3 de octubre de 2017. La película estaba programada originalmente para presentarse en el Festival Internacional de Cine de Beijing en abril de 2018, pero fue más tarde retirada del programa oficial sin explicación.

## Recepción

### Taquilla
La película recaudó $1.437.889 en su primer fin de semana en Estados Unidos.
Hasta el 12 de marzo del 2018, la película recaudó $17.458.151 en la taquilla estadounidense y $17.142.591 en la taquilla extranjera, recaudando así un total de $34.600.742, situándose en el puesto #3592 de las películas más taquilleras de Estados Unidos.
Es actualmente la centésima duodécima película con la mayor recaudación del 2017.

### Crítica
En su estreno en el Festival de Cine de Sundance, Call Me by Your Name recibió una ovación de pie, seguida de una ovación de diez minutos en su proyección en el Festival de Cine de Nueva York en el Alice Tully Hall, la más larga registrada en la historia del festival. En el sitio web especializado Rotten Tomatoes, la película posee una aprobación de 95%, basada en 354 reseñas, con una calificación de 8.7/10, mientras que de parte de la audiencia ha recibido una aprobación de 86%, basada en 15.704 votos, con una calificación de 4.28/5. Fue el lanzamiento limitado mejor valorado y la segunda película romántica mejor reseñada de 2017 en el sitio. El sitio web Metacritic le dio a la película una puntuación de 93 de 100, basada en 53 reseñas, indicando "aclamación universal". Fue la quinta mejor película clasificada del año en Metacritic.
En el sitio IMDb los usuarios le dieron a la cinta una puntuación de 8.1/10, sobre la base de 80.618 votos.

### Premios y nominaciones
| Premio               | Categoría                                                     | Nominado(s)                                                   | Resultado |
| -------------------- | ------------------------------------------------------------- | ------------------------------------------------------------- | --------- |
| Premios Óscar        | Mejor película                                                | Peter Spears, Luca Guadagnino, Emile Georges y Marco Morabito | Nominado  |
| Premios Óscar        | Mejor actor                                                   | Timothée Chalamet                                             | Nominado  |
| Premios Óscar        | Mejor guion adaptado                                          | James Ivory                                                   | Ganador   |
| Premios Óscar        | Mejor canción original                                        | «Mystery of Love», de Sufjan Stevens                          | Nominado  |
| Premios Globo de Oro | Mejor película - Drama                                        | Peter Spears, Luca Guadagnino, Emile Georges y Marco Morabito | Nominado  |
| Premios Globo de Oro | Mejor actor - Drama                                           | Timothée Chalamet                                             | Nominado  |
| Premios Globo de Oro | Mejor actor de reparto                                        | Armie Hammer                                                  | Nominado  |
| Premios BAFTA        |                                                               |                                                               |           |
| Mejor película       | Peter Spears, Luca Guadagnino, Emile Georges y Marco Morabito | Nominado                                                      |           |
| Mejor director       | Luca Guadagnino                                               | Nominado                                                      |           |
| Mejor actor          | Timothée Chalamet                                             | Nominado                                                      |           |
| Mejor guion adaptado | James Ivory                                                   | Ganador                                                       |           |

## Secuela
En noviembre de 2018, Ivory confirmó que no regresaría para la secuela y dijo que Aciman pensó que "no era una buena idea". Menos de una semana después, Aciman, sin embargo, dijo que en realidad estaba escribiendo una secuela de Call Me by Your Name.  La novela, titulada Find Me, fue confirmada oficialmente el 20 de marzo de 2019 y fue lanzada el 29 de octubre por Farrar, Straus y Giroux. También en marzo de 2019, Hammer reveló que la película no está formalmente en proceso y que no ha tenido conversaciones con Chalamet o Guadagnino al respecto. También sintió que la posible secuela podría no coincidir con la expectativa, y dijo: "Se sintió como una tormenta realmente perfecta de tantas cosas, que si hacemos una segunda, creo que nos estamos preparando para la decepción. No lo hago". Sé que cualquier cosa coincidirá con la primera ... Estoy como, 'Eso fue algo tan especial, ¿por qué no lo dejamos solo?' ".
En marzo de 2020, Guadagnino confirmó la  secuela en una entrevista con el periódico italiano La Repubblica. En la entrevista también confirmó que regresará el elenco completo de la película original, incluidos Timothée Chalamet y Armie Hammer. También declaró en la entrevista que debía reunirse con un escritor estadounidense para discutir la secuela, sin embargo, se pospuso debido a la pandemia del COVID-19.